# Dunstan

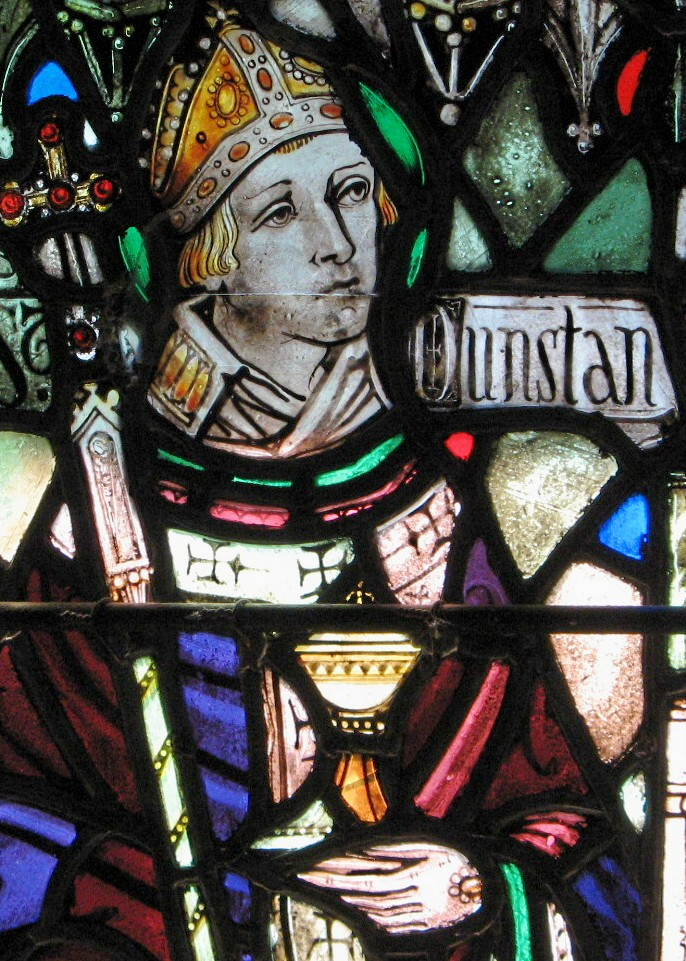
De heilige Dunstan afgebeeld op een glas in loodraam uit 1920 in the Monastic Chapel, Holy Cross Monastery, West Park, New York.

Dunstan (Baltonsborough, Somerset, rond 909? – Canterbury, 19 mei 988) was een rooms-katholieke geestelijke van Angelsaksische afkomst. Hij was achtereenvolgens abt van de abdij van Glastonbury, bisschop van Worcester en bisschop van Londen. Van 960 tot 988 was hij aartsbisschop van Canterbury.
In zijn ambtsperiode restaureerde hij het monastieke leven in Engeland en hervormde hij de Engelse Kerk. Zijn 11e-eeuwse biograaf, Osbern, zelf een artiest en schrijver/klerk, stelt dat Dunstan bedreven was in "het maken van tekeningen en het vormen van letters", net zoals andere geestelijken in zijn tijd die een hoge positie wisten te bereiken. Dunstan diende enkele Engelse koningen als een belangrijke adviseur.
Dunstan werd in 1029 heilig verklaard. Zijn gedenkdag is op 19 mei. Hij was gedurende twee eeuwen de populairste heilige in Engeland, niet in de laatste plaats door de vele verhalen die de ronde deden over zijn slimheid in het verslaan van de duivel.

## Afkomst en geboortejaar
Dunstan werd geboren in Baltonsborough, Somerset. Hij was de zoon van Heorstan, een adellijk persoon uit koninkrijk Wessex. Heorstan was de broer van de bisschoppen van Wells en Winchester. Het is opgeschreven dat zijn moeder, Cynethryth, een vrome vrouw was. Osberns vita van Dunstan vertelt dat een boodschapper haar op wonderbaarlijke wijze op de hoogte stelde van het heilige kind dat zij zou gaan baren:

Zij bevond zich in op het feest van Maria-Lichtmis in de kerk van de Heilige Maria, toen alle kaarsvlammetjes plotseling uitdoofden. Toen ging de kaars die Cynethryth vasthield, plotseling weer aan. Allen die aanwezig waren ontstaken nu hun kaarsen met behulp van deze wonderbaarlijke vlam. Zo werd aangekondigd dat de jongen "de dienaar van het eeuwige licht" voor de kerk van Engeland zou worden.

De anonieme auteur van zijn eerste vita plaatste Dunstans geboorte tijdens het bewind van koning Æthelstan, terwijl Osbern zijn geboorte in "het eerste jaar van de regering van koning Æthelstan", in 924 of 925, laat plaatsvinden. Dit geboortejaar kan echter niet worden verzoend met andere bekende data uit het leven van Dunstan en creëert voor de hand liggende anachronismen. Historici nemen daarom aan dat Dunstan rond 910 of eerder werd geboren.

## Jeugd- en studiejaren
Als jonge jongen studeerde Dunstan bij de Ierse monniken, die toen leefden in de ruïnes van de abdij van Glastonbury. Er wordt verhaald over zijn jeugdige optimisme en van zijn visie om de abdij te restaureren. Toen hij nog een jongen was, werd Dunstan getroffen door een bijna fatale ziekte. Hij herstelde op schijnbaar wonderbaarlijk wijze. Zelfs al als kind stond hij bekend om zijn toewijding aan de studie en voor zijn beheersing van vele soorten van artistiek vakmanschap. Met toestemming van zijn ouders ontving hij de tonsuur, ontving hij de mindere wijding en diende hij in de oude kerk van Heilige Maria. Hij werd zo bekend voor zijn toewijding aan de studie dat men zegt dat hij door zijn oom Athelm, de aartsbisschop van Canterbury, werd opgeroepen om in diens dienst te treden. Later werd hij aan het hof van koning Æthelstan benoemd.

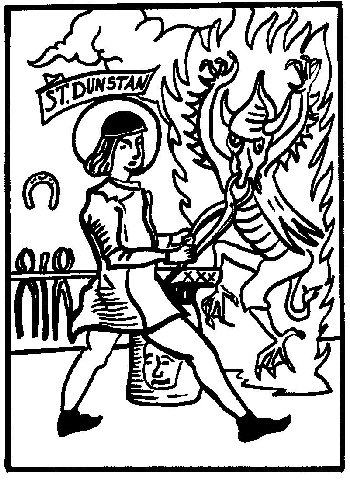
Dunstan neemt de duivel bij de neus

Dunstan werd al snel een favoriet van de koning. Dit werkte de afgunst van andere leden van het hof. Er werd een complot gesmeed om hem te schande te maken. Dunstan werd beschuldigd van betrokkenheid bij hekserij en zwarte magie. Hierop beval de koning hem om het hof te verlaten. Toen Dunstan het paleis verliet, werd hij aangevallen door zijn vijanden. Zij sloegen hem in elkaar, bonden hem vast en wierpen hem in een beerput. Dit had zijn einde geweest kunnen zijn. Hij slaagde er echter in uit de beerput te kruipen en zijn weg te vinden naar het huis van een vriend. Van daaruit reisde hij naar Winchester, waar hij in dienst trad van zijn oom, Ælfheah, de bisschop van Winchester. Over deze geschiedenis deden in zijn tijd en later vele fameuze verhalen de ronde.
De bisschop probeerde hem over te halen om monnik te worden, maar Dunstan twijfelde of hij wel genoeg roeping had om een celibatair leven te leiden. Het antwoord kwam in de vorm van een aanval van zwellende tumoren over Dunstans gehele lichaam. Deze kwaal was zo ernstig dat men dacht met lepra te maken hebben. Het is echter waarschijnlijker dat deze aandoening een vorm van bloedvergiftiging betrof, die werd veroorzaakt doordat hij kort ervoor in elkaar geslagen was en in de beerput was gegooid. Wat de oorzaak ook was, de aandoening deed Dunstan van gedachten veranderen. In 943 nam hij in aanwezigheid van Ælfheah de heilige wijding aan. Hij keerde terug naar het leven van een kluizenaar in de abdij van Glastonbury. Tegen de oude kerk van de heilige Maria bouwde hij een kleine cel van 1 meter vijftig lang en tachtig centimeter diep. Hier studeerde Dunstan, werkte hij aan zijn ambachten en speelde hij op zijn harp. Het is in die tijd, dat volgens een laat-11e-eeuwse legende, de duivel zou hebben geprobeerd om Dunstan te verleiden. Dunstan ging hier niet op in, maar klemde het gezicht van de duivel vast met zijn tangen.

## Leven als een monnik

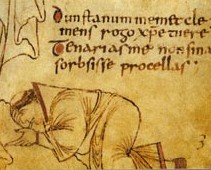
Mogelijk zelfportret van Dunstan; detail uit her Glastonbury Classbook.

Dunstan werkte in Glastonbury zowel als zilversmid alsook in het scriptorium. Men denkt dat hij waarschijnlijk de kunstenaar was die het bekende beeld van Christus tekende met naast hem een kleine knielende monnik in het Glastonbury Classbook, "een van de eerste van een reeks van overzichtstekeningen die een speciaal aspect zouden worden van de Angelsaksische kunst van deze periode." Dunstan werd beroemd als muzikant, illuminator en metaalbewerker. Lady Æthelflaed, een nicht van koning Æthelstan, stelde Dunstan aan als een vertrouwde adviseur. Na haar dood liet zij hem een aanzienlijk fortuin na. Hij gebruikte dit geld later om in Engeland een monastieke heropleving te bewerkstelligen. In dezelfde tijd stierf ook zijn vader Heorstan. Dunstan erfde ook diens fortuin. Hij werd nu een invloedrijk persoon. Na de dood van koning Æthelstan in 940, droeg de nieuwe koning, Edmund hem op om aan zijn hof in Cheddar te verschijnen. Hij benoemde hem tot een van zijn ministers ("dienaren").
Opnieuw gaf de koninklijke gunst aanleiding tot jaloezie onder andere hovelingen en opnieuw slaagden zijn vijanden erin om een succesvol complot tegen Dunstan te smeden. De koning was bereid om Dunstan weg te sturen. Er waren toen in Cheddar bepaalde gezanten uit het "Oosters koninkrijk" (waarschijnlijk wordt hier East Anglia bedoeld). Edmund drong er bij de gezanten op aan om Dunstan mee te nemen wanneer zij naar huis terugkeerden. Zij zegden toe om dit te doen, maar zover kwam het niet. Het volgende verhaal is opgetekend: 

... de koning reed naar Mendip Forest om daar op herten te jagen. Hij werd daar van zijn gevolg gescheiden en volgde met grote snelheid een hert in de richting van de kliffen van Cheddar. Het hert rende blindelings de afgrond in en werd gevolgd door de honden. Eadmund trachtte tevergeefs om zijn paard te stoppen; Nu zijn dood nakend en onvermijdelijk leek, herinnerde hij zich zijn harde behandeling van Dunstan. Hij beloofde om het weer goed te maken als zijn leven werd gespaard. Op dat moment werd zijn paard op de rand van de afgrond gestopt. Na God gedankt te hebben, reed hij onmiddellijk terug naar zijn paleis, liet Dunstan komen en beval hem te volgen; vervolgens reed hij rechtstreeks naar Glastonbury. Nadat hij de kerk was binnengaan knielde de koning eerst in gebed voor het altaar, daarna nam hij Dunstan bij de hand, gaf hem een vredeskus, leidde hem naar de troon van de abt en liet Dunstan daarop plaatsnemen, Daarna beloofde de koning hem alle hulp bij het herstellen van de goddelijke eredienst en de reguliere observantie.

## Abt van Glastonbury
Nu Dustan abt van Glastonbury was, ging hij meteen aan het werk om zijn hervormingstaak uit te voeren. Hij stond voor de taak het kloosterleven opnieuw in te voeren en de abdij van Glastonbury compleet te herbouwen. Hij begon met de invoering van het Benedictijnse kloosterleven in Glastonbury. De regels van Benedictus lagen volgens de auteur van 'Edgar's Establishment of the Monasteries' (geschreven in de jaren 960 of 970) en volgens de eerste biograaf van Dunstan, die zelf een lid van de gemeenschap in Glastonbury was geweest, aan de basis van zijn herstel van het monastieke leven. Deze verklaringen zijn ook in overeenstemming met de aard van de eerste maatregelen van de nieuwe abt, met de betekenis van zijn eerste gebouwen, en met de benedictijnse neigingen van zijn meest prominente leerlingen.

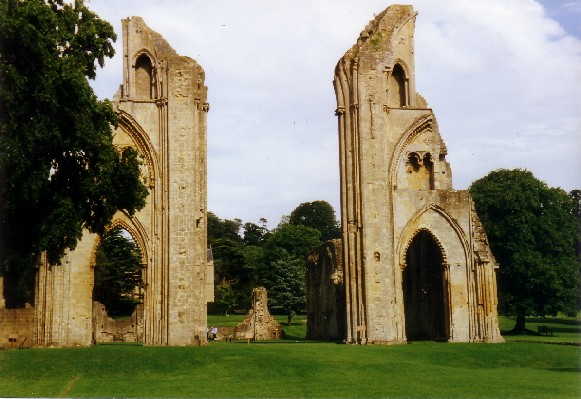
Resten van het koor in de voormalige abdijkerk van Glastonbury

Toch waren niet alle leden van Dunstans gemeenschap in Glastonbury monniken die de Regel van Benedictus volgde. In feite was Dunstans eerste biograaf, 'B.', een geestelijke, die na Glastonbury verlaten te hebben, uiteindelijk lid werd van een gemeenschap van seculiere kanunniken in Luik.
Dunstans eerste zorg was de herbouw van de kerk van de heilige Petrus en het herstel van de kloostermuren. De wereldlijke zaken van het huis werden aan zijn broer, Wulfric, toevertrouwd: "zodat noch hijzelf, noch een van andere gewijde monniken het klooster konden verlaten." Er werd een school voor de lokale jeugd opgericht, die al snel de beroemdste van zijn tijd in Engeland werd. Ook werd een substantiële uitbreiding van het irrigatiesysteem in de omliggende Somerset Levels voltooid.
Binnen twee jaar na Dunstans benoeming in Glastonbury werd koning Edmund in 946 vermoord. Zijn opvolger was Eadred. Het beleid van de nieuwe regering werd gesteund door de koningin-moeder, Eadgifu van Kent, door de aartsbisschop van Canterbury, Oda, en door edelen uit East Anglia, aan wiens hoofd de machtige ealdorman Æthelstan "Halfkoning" stond. Het was een politiek van eenmaking en verzoening met de Deense helft van het koninkrijk. Het doel was een sterke verankering van het koninklijk gezag. In kerkelijke zaken werd de verspreiding van de katholieke observantie bevorderd, de herbouw van kerken, de morele hervorming van zowel de geestelijkheid als leken, en werd het einde van de religie van de Denen in Engeland nagestreefd.
De edelen van Wessex, waaronder het grootste deel van Dunstans eigen familieleden, waren tegen deze hervormingen. Zij hadden een groter belang bij het in stand houden van de gevestigde gewoonten. Negen jaar lang was Dunstans invloed overheersend. In die tijd weigerde hij twee keer het ambt van bisschop (in 951 dat van Winchester en in 953 dat van Crediton), hiermee bevestigend dat hij de zijde van de koning niet zou verlaten zolang de koning leefde en hem nodig had.

## Veranderingen in het lot
Hij moest uitwijken naar de Sint-Pietersabdij in Gent om te ontkomen aan de toorn van koning Edwy, die hij had verweten een losbandig leven te leiden. Daar werd hem asiel verleend. Hij werd in 957 teruggeroepen door koning Edgar, waarna hij bisschop werd in achtereenvolgens Worcester en Londen.

## Aartsbisschop van Canterbury
In 960 werd hij aangesteld als aartsbisschop van Canterbury.
Koning Edgar bevorderde de belangstelling voor de wetenschap en Dunstan speelde daarbij, en bij de hervorming van het kloosterwezen, een belangrijke rol. Onder zijn leiding werd Glastonbury een beroemde school.
In 973 kroonde hij Edgar tot eerste koning van heel Engeland.
Hij bedacht voor de plechtigheid een ceremonie die was gebaseerd op de kroning van de Frankische koningen en de wijding van bisschoppen. De Kroning van de Britse monarch is sindsdien in grote lijnen hetzelfde gebleven.

## Voetnoten
1. 1 2  Jonathan Alexander, Medieval Illuminators and their Methods of Work, 1992, Yale University Press, New Haven, CT, 9 paginá's, ISBN  0-300-05689-3.
2. 1 2 3 4  Matthew Bunson, Margaret Bunson, Stephen Bunson, Our Sunday Visitor's Encyclopedia of Saints, 1998, Our Sunday Visitor Publishing, Huntington, IN, ISBN 0-87973-588-0
3. 1 2 3 4 5 6 7 8 9 10 11 12 13 14  "St Dunstan" in de Catholic Encyclopedia uit 1913
4. ↑  Robert Dunning, A History of Somerset, 1983, Phillimore & Co, Chichester, ISBN 0-85033-461-6.
5. ↑  John Richard Green, History of the English People, deel 1 (van 8), Early England, 449-1071; Foreign Kings, 1071-1204; The Charter, 1204-1216, 1895, MacMillan, Londen, ISBN 1-4346-0693-7
6. ↑  Lapidge, Michael, Dunstan in Lapidge et al. (red), The Blackwell Encyclopedia of Angelsaksisch Engeland. Blackwell, Oxford, 1999, ISBN 0-631-15565-1.
7. 1 2  St Dunstan, Catholic Online, Catholic Online, zie hier. Gearchiveerd op 19 mei 2023.
8. 1 2 3 4 5  The Oxford Dictionary of the Christian Church door F.L. Cross (red), E.A. Livingstone (red), Oxford University Press, USA; 3e editie blz. 514 (13 maart 1997)
9. 1 2 3 4  St Dunstan, Catholic Community - Woking, st-dunstans.org, (zie hier)
10. ↑  Dorothy Whitelock, 'An Old English Account of King Edgar's Establishment of the Monasteries, English Historical Documents, 1979, vol. 1, blz. 920
11. ↑  Michael Winterbottom, The Early Lives of St Dunstan, 2011, Oxford University Press, Oxford, ISBN 9780199605040, blz. lxi

- Biblioteca Nacional de España: XX4772490
- Bibliothèque nationale de France: cb12551823f (data)
- CiNii: DA07521941
- Gemeinsame Normdatei: 118947931
- International Standard Name Identifier: 0000 0001 2030 3066
- Library of Congress Control Number: n84107779
- MusicBrainz: 45c79135-3b84-4a5e-bc5e-b9efd21ac955
- Nationale bibliotheek van Australië: 35723790
- Nationale Bibliotheek van Israël: 987007277796105171
- Nederlandse Thesaurus van Auteursnamen: 073342017
- Réseau des bibliothèques de Suisse occidentale: 02-A017575581
- LIBRIS: 184181
- SNAC: w6fv2cs3
- Système universitaire de documentation: 029814944
- Trove: 1058989
- Virtual International Authority File: 88956220
- WorldCat: E39PBJr83wkwQHcVCGPPv3vGpP